# Supercoppa del Giappone 2021
La Supercoppa del Giappone 2021 si è disputata il 20 febbraio 2021 al Saitama Stadium 2002 di Saitama e ha visto sfidarsi il Kawasaki Frontale, vincitore della J1 League 2020 e della Coppa dell'Imperatore 2020, e il Gamba Osaka, che in entrambe le competizioni si è classificata seconda.
A conquistare il trofeo è stato il Kawasaki Frontale, che è riuscito a ottenere la vittoria nel secondo tempo.

## Tabellino
| Arbitro: | Yusuke Araki |

|                                 |           |                              |
| Mitoma 29’, 33’ Kobayashi 90+6’ | Marcatori | 60’ Yajima 67’ (rig.) Patric |

| Kawasaki Frontale | Gamba Osaka |

| P               | 1  | Jung Sung-ryong   |  |           |
| D               | 13 | Miki Yamane       |  |           |
| D               | 4  | Jesiel            |  |           |
| D               | 5  | Shōgo Taniguchi   |  |           |
| D               | 47 | Reo Hatate        |  |           |
| C               | 6  | João Schmidt      |  | 64’       |
| C               | 41 | Akihiro Ienaga    |  | 83’       |
| C               | 8  | Yasuto Wakizaka   |  | 64’       |
| C               | 25 | Ao Tanaka         |  |           |
| C               | 18 | Kaoru Mitoma      |  | 72’       |
| A               | 9  | Leandro Damião    |  | 72’       |
| A disposizione: |    |                   |  |           |
| P               | 27 | Kenta Tanno       |  |           |
| D               | 7  | Shintarō Kurumaya |  | 90+1’     |
| C               | 3  | Kōki Tsukagawa    |  | 64’ 90+1’ |
| C               | 16 | Tatsuya Hasegawa  |  | 72’       |
| C               | 22 | Kento Tachibanada |  | 64’       |
| A               | 11 | Yū Kobayashi      |  | 72’       |
| A               | 19 | Daiya Tōno        |  | 83’       |
| Allenatore:     |    |                   |  |           |
| Toru Oniki      |    |                   |  |           |

|                    |    |                      |  |     |
|                    |    |                      |  |     |
| P                  | 1  | Masaaki Higashiguchi |  |     |
| D                  | 8  | Kōsuke Ōnose         |  |     |
| D                  | 5  | Genta Miura          |  |     |
| D                  | 13 | Shun'ya Suganuma     |  |     |
| D                  | 4  | Hiroki Fujiharu      |  |     |
| C                  | 15 | Yōsuke Ideguchi      |  |     |
| C                  | 29 | Yūki Yamamoto        |  |     |
| C                  | 10 | Shū Kurata           |  | 90’ |
| A                  | 21 | Shin'ya Yajima       |  | 69’ |
| A                  | 18 | Patric               |  | 81’ |
| A                  | 34 | Shūhei Kawasaki      |  | 69’ |
| A disposizione:    |    |                      |  |     |
| P                  | 22 | Jun Ichimori         |  |     |
| D                  | 3  | Gen Shōji            |  |     |
| D                  | 27 | Ryū Takao            |  | 90’ |
| C                  | 6  | Ju Se-jong           |  |     |
| A                  | 9  | Leandro Pereira      |  | 69’ |
| A                  | 20 | Kazunari Ichimi      |  | 81’ |
| A                  | 32 | Tiago Alves          |  | 69’ |
| Allenatore:        |    |                      |  |     |
| Tsuneyasu Miyamoto |    |                      |  |     |